# 小行星5052
小行星5052（英語：5052 Nancyruth）是一颗围绕太阳公转的小行星。1984年10月23日，卡罗琳·舒梅克、尤金·舒梅克在帕洛马山发现了此天体。
这颗小行星的绝对星等为35.53604286978559等。